# Hanna Marin
Hanna Olivia Marin-Rivers es un personaje de ficción creado por Sara Shepard para la serie de libros Pretty Little Liars, y más tarde desarrollada para la adaptación de la serie de televisión Freeform de I. Marlene King e interpretada por la actriz estadounidense Ashley Benson. El personaje también ha aparecido en la serie spin-off de Ravenswood. En la versión en español, está doblanda por Marisol Romero. 
Hanna es una de las cinco protagonistas de la franquicia, estas historias retratan las vidas de ella y sus amigas, que reciben mensajes en forma de amenazas de una omnipresente persona anónima, que se apoda simplemente como : "- A". Tanto en los libros como en la televisión, Hanna se muestra como una chica, ex gorda que se convierte en una abeja reina después de que su mejor amiga, Alison DiLaurentis, desaparezca misteriosamente. Mientras que en los libros, Hanna desarrolla una personalidad feroz, resultado de años de tortura psicológica esquematizada por "A".
Benson ha recibido elogios de la crítica por su actuación. Los críticos han elogiado su tiempo cómico junto con sus escenas dramáticas. Por su interpretación, ganó un Teen Choice Award como Mejor Actriz de Televisión de Verano en 2014 y 2015.

## Personaje en los libros
En el primer libro, Hanna se presenta como una chica popular y despiadada. Ella es descrita como una joven seductora pelirroja, y de vez en cuando está luchando con ella misma, para mantener su aspecto exterior, hermoso. En las primeras novelas, el personaje también se describe como bulímica.

### Historias
Hanna es una de las cinco principales protagonistas en las dieciséis novelas de Pretty Little Liars, empezando por Pequeñas mentirosas.

### Antes del inicio
Antes de que Alison DiLaurentis desapareciera, se conoce a Hanna como una chica robusta con un trastorno alimenticio. Ella es la mejor amiga de Alison DiLaurentis junto a Spencer Hastings, Aria Montgomery y Emily Fields. Al igual que las otras chicas, Hanna y Alison tenían un secreto entre ellas: Alison presenció a Hanna purgando con un cepillo de dientes para expulsar la comida y así bajar sus kilos de más. Durante la última noche del 7º grado, mientras dormía en el establo de la hermana mayor de Spencer, Melissa, Alison desapareció. Años más tarde, en el noveno grado, Hanna probó para ser porrista, pero no lo consiguió, ya que las animadoras la consideraban demasiado gorda y no lo bastante bonita como para estar en el equipo. Hanna y Mona Vanderwaal, una chica que Hanna y sus amigas solían burlarse de ser dorky, decidieron convertirse en flacas y bonitas antes de las pruebas de animadoras del año siguiente. Se unieron y se convirtieron en bonitas y populares, al final decidieron no presentase a las nuevas pruebas ya que ser animadora estaba pasado de moda. Hanna se hizo cargo del lugar de Alison como la más popular después de su desaparición. En ese tiempo, Hanna y Mona también se convirtieron en ladronas.

## Personaje en la pantalla

### Casting
En diciembre de 2009, The Futon Critic, confirmó el casting de Ashley Benson como Hanna Marin.

### Relaciones amorosas
Sean Ackard
La relación de Hanna con Sean comenzó antes del primer episodio, después de que ella se convirtió en una chica popular y él la notó. Tuvo que luchar con la decisión de Sean de no tener relaciones sexuales todavía, y ella dudó si él realmente la quiere. Su relación terminó, durante una fiesta en la que pasó los límites con él, y él se molestó.
Caleb Rivers
El primer contacto de Hanna con el "bad-boy" Caleb Rivers es en la primera temporada, cuando desarrollaron sentimientos el uno por el otro y él tomó la virginidad de Hanna. Esta primera conexión terminó cuando Hanna descubrió que Caleb la estaba espiando, y Jenna le pagó para que lo hiciera. Sin embargo, en la segunda temporada, Hanna le perdona y reavivan su relación. En la tercera temporada, después de que "A" se revelara ser Mona, Hanna comenzó a visitarla en el sanatorio de Radley, y un nuevo acosador emergió, haciendo Hanna mentir a Caleb varias veces. Así, Caleb rompió con ella, diciendo que estaba cansado de todas sus mentiras. Pero, cuando Hanna le dijo a Caleb la verdad detrás del nuevo "A", él la perdona. La relación continúa bien durante el resto de la tercera temporada, hasta la siguiente temporada, cuando Hanna se molesta porque Caleb tuvo que salir de Rosewood con el fin de averiguar qué estaba pasando en Ravenswood. Además, cuando Caleb regresa a Rosewood, se conectan de nuevo. Se rompieron de nuevo en algún momento durante el salto de cinco años que ocurrió en el final de la sexta temporada. Más tarde se reveló que se rompió porque Hanna estaba trabajando mucho, y no pasaron mucho tiempo juntos. Sin embargo, se besaron cuando Hanna fue puesta como una trampa para el nuevo acosador. A pesar de todo, Hanna sigue enamorada de Caleb. Al final de la serie se casa con Caleb y tienen un hija. 
Travis Hobbs
El primer contacto de Hanna con Travis ocurrió cuando él fue al departamento de policía y testificó que la madre de Hanna no mató a Darren Wilden; Con el acto, Hanna lo agradece. Más tarde, Hanna escribe a Travis pidiendo su ayuda. Él la conduce a ella ya sus amigos a casa, y después él ayuda a Hanna a limpiar y ella lo agradece por todo. Hanna se ofrece a pagarle, pero en su lugar él sostiene su mano y los dos comparten un momento íntimo. Más tarde, Hanna invita a Travis a jugar un juego de billar. Él le enseña a jugar y, más tarde, se besan. Travis invita a Hanna a una cita y, durante la cena, hablan y disfrutan mucho, hasta que Hanna recibe un texto de "A" y después de decirle que se lo pasó bien, deja a Travis enojado. Empezaron a salir después. Sin embargo, cuando Alison regresa a Rosewood, Hanna se volvió insegura, y se olvida de que tenía planes de ir al Grille con él. Él la sorprende golpeando a su puerta, ella se disculpa por olvidar, y le dice que Alison está dentro de su casa. Ella alega que lo llamaría después de que Alison se fuera, pero no lo hizo, trastornando a Travis, quien, a la mañana siguiente, rompió con ella.
Jordan Hobart
Jordan era el prometido de Hanna después del salto de cinco años, que ocurrió durante la sexta temporada. Se le describe como un sofisticado-aún-accesible de 27 años, que trabajan en la industria de la moda. Hanna y él se conocieron por primera vez en un restaurante en Nueva York, donde Jordan le pidió que le comprara un trago. Sin embargo, Hanna rechaza su compromiso con Jordan en la séptima temporada, cuando se encontró incapaz de amarlo.

### Rivalidades y amistades
Hanna es conocida en la primera temporada por sus celos de Amber Victorino, una chica que le dio a Sean paseos a la escuela después de que Hanna se estrelló contra el auto de Sean. En la cuarta temporada, Hanna también tuvo una rivalidad con Miranda, una chica que Caleb quería ayudar cuando decidió mudarse a Ravenswood.
Hanna es la mejor amiga de Spencer, Aria y Emily-la Liars-, además de ser amiga de Lucas Gottesman, Ezra Fitz, Wren Kingston, Toby Cavanaugh y Paige McCullers.

### Story lines

#### Temporada 1
Ex chica con sobrepeso es ahora la "it girl" del palo de rosa de la Escuela Secundaria. Junto con su nueva mejor amiga, Mona Vanderwaal, ella gobierna la escuela y están claramente etiquetados bajo el título de "reina-abejas". El hurto le da una sensación de menos engorde, pero cuando la atrapan, Hanna lucha con el hecho de que su madre, Ashley, es el principal factor de la eliminación de sus cargos. Ashley mantuvo una relación sexual con el Oficial Darren Wilden para mantener Limpiar la imagen de su familia. Además, el viejo grupo de amigos, en el que Hanna era miembro en el séptimo grado, se reúnen, causando tensión entre su amistad con Mona. Hanna también tiene que lidiar con las amenazas y el peligro de posiblemente tener sus secretos revelados por el tenebroso "A." También en esta temporada, Hanna comienza una relación romántica con el bad boy Caleb Rivers.

#### Temporada 2
Después de sufrir con la traición de Caleb, Hanna ahora tiene que decidir si ella podrá perdonarlo, o simplemente dejarlo ir. Mientras tanto, Hanna tiene que luchar con el matrimonio entre su padre, Tom, y su pronto-a-ser madrastra, Isabel. Sus amistades Aria, Emily y Spencer crecen - enojando a Mona, que piensa que tal vez ella ha perdido su amistad con Hanna. Hanna finalmente perdona a Caleb, y se reúnen. Para averiguar quién es "A", las chicas le piden ayuda a Caleb, y Hanna se preocupa por ello. La temporada termina con Hanna descubriendo que una de sus mejores amigas : Mona, era la persona detrás del anónimo "A".

#### Temporada 3
Hanna está tratando de superar la traición de Mona, y decide visitarla en el sanatorio de Radley para obtener algunas respuestas. La relación de Hanna con Caleb continúa, hasta que se rompen cuando Caleb se cansa de las mentiras de Hanna, principalmente cuando cubre sus visitas a Mona. Además, Hanna se acerca a Wren Kingston, pero evita una posible relación. Hanna también es acusada de robar el cuerpo de Alison por el oficial de policía : Wilden. Caleb y Hanna se enganchan una vez más cuando descubre que una nueva "A" recientemente surgió.
Temporada 4
Después de los acontecimientos del tercer final de la temporada, Hanna y las chicas ahora tienen a Mona en su lado. Mientras tanto, Hanna empieza a sospechar que su madre pudo haber matado al oficial Wilden. En Halloween, las chicas se conectan en Ravenswood, una ciudad junto a Rosewood. La relación de Hanna y Caleb termina cuando Hanna decide que Caleb debe saber qué hay detrás de su pasado en Ravenswood. La relación de Hanna con las chicas está creciendo. Al final de la temporada, Hanna y las chicas descubren que Alison sigue viva.

#### Temporada 5
Con el regreso de Alison a Rosewood, Hanna lucha con su identidad e individualidad. Determinada a ser su propia persona, Hanna consigue un cambio de imagen. Sus inseguridades no son ayudadas cuando Caleb vuelve a Rosewood, con sus propios secretos, y la pareja comienza a beber. La bebida de Hanna causa una grieta entre ella y sus amigas, especialmente Aria, cuando el prometido de Ella, la mama de Aria intenta violarla. Cuando Caleb finalmente se abre a Hanna, las cosas entre ellos vuelven a la normalidad. Hanna está profundamente afectada por la aparente muerte de Mona. Al ser aceptada en su elección de universidades, Hanna lucha por recoger suficiente dinero cuando su padre se niega a pagar por su educación porque quiere pagar la de su hijastra. Desesperada, y en la pérdida de otras opciones, Hanna se inscribe en un concurso de belleza para el premio en efectivo, sólo para fracasar miserablemente. Hanna también se ocupa de la infidelidad de su madre, al tiempo que intenta frustrar los intentos de "A" de enmarcarla para el asesinato de Mona. "A" finalmente logra poner a Hanna tras las rejas como cómplice del asesinato de Mona. Ella, junto con las otras chicas, son transportadas a prisión cuando son secuestradas y retenidas cautivas por "A" en una especie de casa para rehenes.

#### Temporada 6
Después de los acontecimientos en cuanto a ella y sus amigos se llevaron de la casa de muñecas, Hanna es un trastorno de estrés postraumático, y ella misma se alivia a través de la ira. Después de un colapso, se destruye su dormitorio y temporalmente rompe con Caleb; además, ella no quiere ser excesivamente protegido por más y decide averiguar de una vez y para todos lo que "A" es en realidad. Ella comienza a investigar con Spencer, y obtiene una lista de sospechosos. Sin embargo, ninguno de sus sospechosos es el verdadero. La segunda persona detrás de la máscara "A '" se revela como CeCe Drake. Posteriormente, se gradúa y se traslada a la ciudad de Nueva York con Caleb, que paga su cuota de NY Fashion Institute of Technology. Hanna se embarca en una vida que se centra en los desfiles de moda, en el cual Caleb no parecen encajar. Estas peleas a unidad de diferencia, y ellos se separan una vez más. Años después, Hanna, junto con sus amigas, vuelve a Rosewood. Ahora se dedica a Jordan y Caleb está saliendo con Spencer, permitiendo así que Hanna incierta y confusa, ya que ella todavía tiene sentimientos por su exnovio. Con sus planes de boda se mueve hacia adelante, ella pregunta de nuevo si su novio es la decisión correcta. Como un nuevo acosador está comenzando a conseguir moras peligrosos, ella y Caleb llegar a una trampa en la cui Hanna representa el cebo. El conocimiento de los riesgos, admite sus verdaderos sentimientos por Caleb y se besan. El plan sale mal y Hanna es secuestrado por el misterioso "A.D." La temporada termina con Hanna inconscientemente siendo arrastrado a la iglesia, su destino es quedando desconocido.

#### Temporada 7
Después de haber sido secuestrada por "A. D.," Hanna sufre una vez más con la tortura, lo mismo sucedió que cuando ella estaba en la casa de muñecas. En un intento de escapar del cautiverio, se topa con el bosque y se guarda por Mary Drake. Por otra parte, Hanna y las chicas comienzan a crecer la sospecha de que Elliott Rollins — marido de Alison— torturaba a Alison. Además, Hanna termina pisoteada de Elliott, poniéndose por encima de moras tensión. En adiciones, Hanna y Spencer para iniciar pequeña pelea cuando Spencer descubre que Hanna y Caleb se besaron, y Spencer se da cuenta de que Hanna todavía está enamorada de Caleb.

## Otros nombres
- Han
- Hanna Banana - por su ex Sean
- Hefty Hanna - por Ali
- Hanny - por su madre Ashley
- Lady H - por Mona
- Velma Dinkley - por Mona
- Dora la exploradora - por su novio Caleb
- Jane de la jungla - por Caleb
- Combinación de Barbie y Shakira - por Lucas[1]
- Princesa - por Caleb

## Comparación con el libro
- En el libro, Hanna conoce a Kate (su hermanastra) con Alison presente. En la serie, la conoce después de la desaparición de Ali.
- Hanna roba un par de lentes de sol en la serie, mientras que en el libro roba un brazalete y unos aretes de Tiffany para el cual su madre le compra el collar.
- En el libro, Hanna es castaña y de ojos ligeramente cafés. En la serie, es rubia y de ojos azules.
- En la serie, Hanna es bulímica a causa de Alison. En el libro, es porque su padre hace comentarios obscenos sobre su peso dicéndole "cerdita" frente a su hermanastra Kate.
- En el libro, le da un ataque de amnesia al momento del atropello y por esa razón, no recuerda a "A". En la serie, solo tiene una pierna rota.
- Mientras en el libro tiene un cachorro pinscher llamado Dot (Punto en español), en la serie no aparece.
- Ella sale con Mike (hermano de Aria) y Lucas en el libro. Pero en la serie, Mike y Hanna tuvieron un amorío de una noche hasta que Alison lo descubre pero Hanna le ruega no decírselo a Aria. No es revelado hasta la cuarta temporada, cuando descubren el diario íntimo de Alison (que lo había descubierto Hanna) y ven que hay páginas arrancadas y ahí es cuando Hanna confiesa todo. En cuanto a Lucas, Hanna siempre dejó en claro que quería ser solo su amiga.